# Joaquim Aguiar
Joaquim Aguiar (nascido no Porto, em 1947) é um economista e analista político português. Actualmente é administrador de empresas do Grupo José de Mello.
Formou-se em economia na Faculdade de Economia do Porto e no Instituto Superior de Ciências Económicas e Financeiras em Lisboa.
Ao longo da sua carreira, foi investigador em sociologia política no Gabinete de Investigações Sociais e no Instituto de Ciências Sociais da Universidade Técnica de Lisboa, tendo exercido diversas funções em empresas portuguesas como a Companhia União Fabril (CUF) e o Grupo Jorge de Mello.
Na política, esteve no Gabinete do Primeiro-Ministro português Pinheiro de Azevedo e foi assessor político da Casa Civil de dois Presidentes da República Portuguesa, Ramalho Eanes e Mário Soares.
Escreve regularmente para o Jornal de Negócios.